# Patchoulol

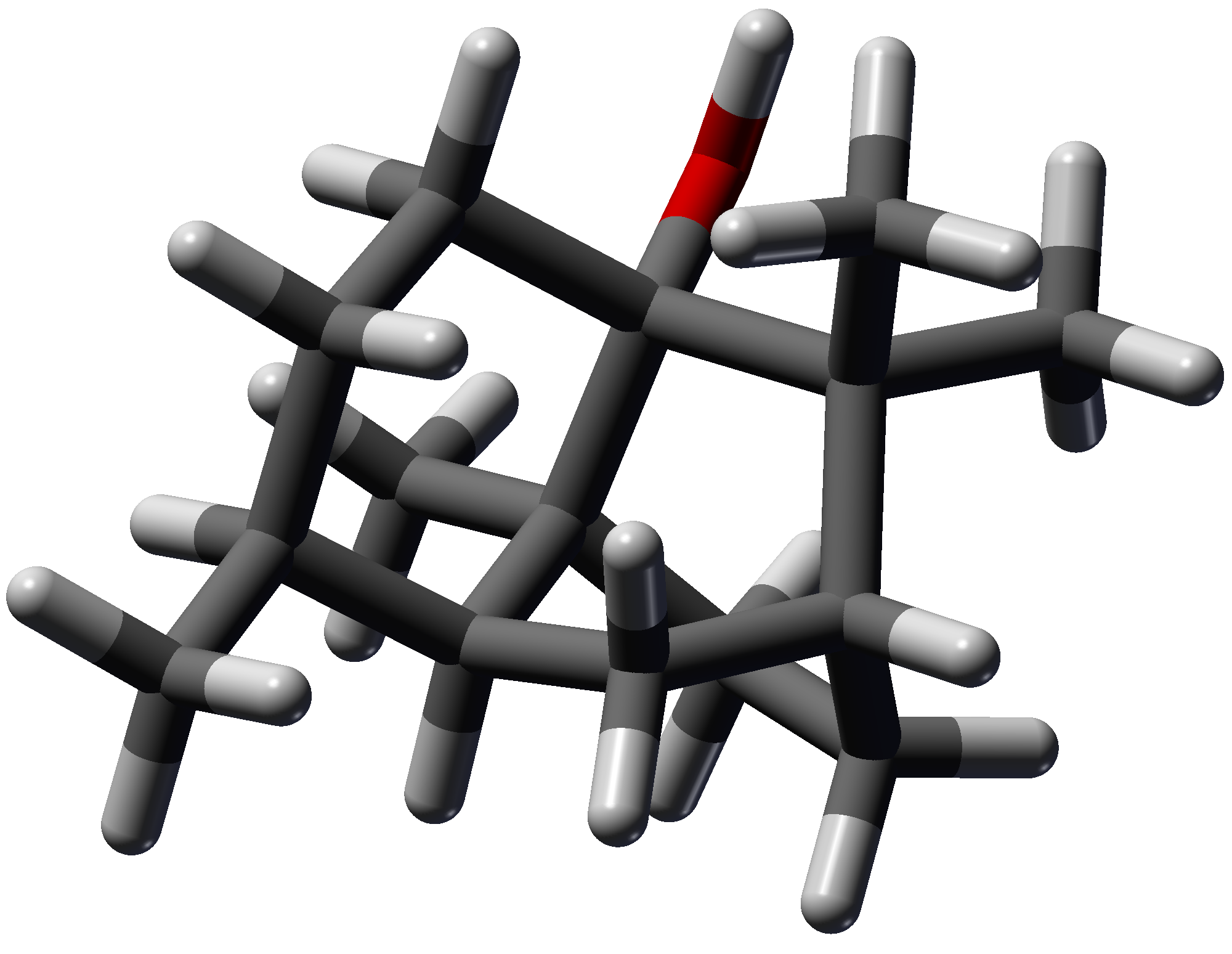

O patchoulol (C15H26O) é um álcool sesquiterpeno encontrado no patchouli. O isômero óptico "-" é um dos compostos orgânicos responsáveis pelo aroma típico do patchouli. O patchulol também é utilizado na síntese do quimioterápico taxol.